# Sot de Chera
Sot de Chera è un comune spagnolo di 312 abitanti situato nella comunità autonoma Valenciana.